# Wim Belinfante

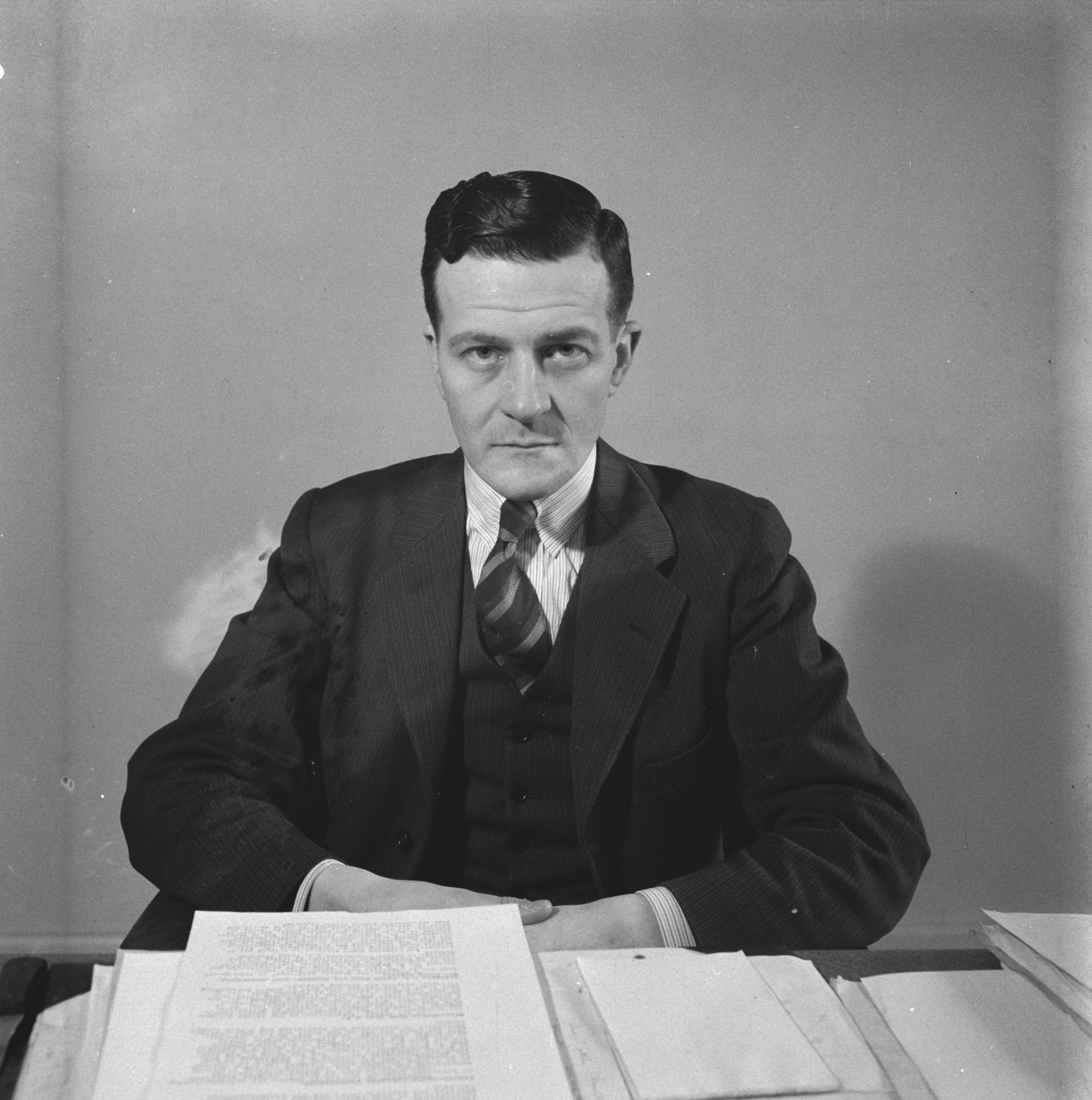
Mr. W.G. Belinfante

Willem George (Wim) Belinfante (Den Haag, 8 oktober 1904 – aldaar, 3 februari 1997) was een Nederlands jurist van joodse afkomst. Hij was een Engelandvaarder.

## Engelandvaart
De toen 36-jarige Wim Belinfante was een van de 29 mannen aan boord van de Zeemanshoop, die op 14 mei 1940 naar Engeland uitweek. De Zeemanshoop vertrok vanuit Scheveningen en had ook nog 15 vrouwen en 2 kinderen aan boord. De passagiers werden door de HMS Venomous aan boord genomen. De reddingsboot bleef in Engeland en stuurde pas een jaar later een bericht van veilige aankomst naar Nederland.
Ook Ada Juliette Belinfante, zijn 29-jarige zuster, was aan boord. Hun zuster Dora Nelly (Do) kon niet mee. Do werd gearresteerd, naar kamp Westerbork gebracht en vandaar naar Theresienstadt, maar overleefde de oorlog.
Belinfante werd adviseur van de regering Gerbrandy in Londen. Hij was ook de ontwerper van de wetsbesluiten over het rechtsverkeer na het beëindigen van de oorlog.

## Na de oorlog
Belinfante klom op tot raadsadviseur en plaatsvervangend Secretaris-Generaal op het ministerie van Justitie. Hij was ook voorzitter van de Portugees-Israëlitische Gemeente in Den Haag.
In een brief aan Tom de Booy, secretaris van de Koninklijke Nederlandse Redding Maatschappij, beschreef Belinfante op 21 januari 1947 zijn redding. Toen hij overleed, liet hij genoeg geld achter om een nieuwe reddingsboot te financieren, die in 2000 in Breskens te water werd gelaten. Do Belinfante doopte hem de Zeemanshoop.
- Gemeinsame Normdatei: 1139731815
- Nederlandse Thesaurus van Auteursnamen: 068136706
- Virtual International Authority File: 116825244